# 1711
1711 (MDCCXI) fue un año común comenzado en jueves según el calendario gregoriano.

## Acontecimientos
- 19 de mayo: Se firma la Paz de Szatmár, que pone fin a las luchas de casi dos siglos entre Austria y Hungría y reconoce las libertades de esta ultima.
- 23 de julio: Se firma el Tratado del Prut que puso fin a la guerra ruso-turca (1710-1711).
- 11 de agosto: Se realiza la primera carrera de caballos Royal Ascot, la más importante de las que se celebran en Inglaterra.
- 22 de diciembre: Carlos VI de Alemania es proclamado Emperador del Sacro Imperio Romano-Germánico.
- Se funda la Compañía del Mar del Sur.

## Arte y literatura
- Estreno de La Parténope de Manuel de Sumaya, primera ópera conocida del Nuevo Mundo.
- 24 de febrero: estreno de la ópera Rinaldo de Georg Friedrich Händel en Londres.
- Jonathan Swift publica Un argumento contra la abolición del Cristianismo.
- Estreno del tercer opus "L'estro armonico" de Antonio Vivaldi.

## Nacimientos
- 24 de enero: Federico el Grande de Prusia (f. 1786).
- 29 de enero: Giuseppe Bonno compositor austríaco de origen italiano (f. 1788).
- 26 de abril: Jeanne-Marie Leprince de Beaumont escritora francesa (f. 1780).
- 7 de mayo: David Hume, filósofo inglés (f. 1776).
- 18 de mayo: Ruđer Bošković, físico, astrónomo y matemático croata (f. 1787).
- 7 de junio: François Jacquier, matemático francés (f. 1788).
- 15 de julio: Marie Durand, famosa presa hugonota francesa (f. 1776).
- 5 de septiembre: Johann Nathanael Lieberkühn, médico alemnán (f. 1756).
- 31 de octubre: Laura Bassi, filósofa, profesora y científica italiana (f. 1778).
- 11 de noviembre: Stepán Krashenínnikov, enaturalista, explorador y geógrafo ruso (f. 1755).
- 19 de noviembre: Mijaíl Vasílievich Lomonósov, escritor, químico y astrónomo ruso (f. 1765).
- 4 de diciembre: Bárbara de Braganza, reina de España (f. 1758).
- Kitty Clive, actriz de teatro británica (f. 1785).
- Panna Czinka, violinista húngara gitana (f. 1772).
- Luisa Herrero de Tejada, religiosa y poetisa española (f. 1777).
- Hannah Pritchard, actriz de teatro británica (f. 1768).

## Fallecimientos
- 13 de marzo: Nicolás Boileau, poeta, académico y crítico literario francés (n. 1636).
- 15 de marzo: Eusebio Francisco Kino, misionero y explorador (n. 1645).
- 17 de abril: José I de Habsburgo (n. 1678).
- 6 de agosto: Gregorio Vásquez de Arce y Ceballos, pintor y dibujante (n. 1638).